# Somatina virginalis
Somatina virginalis là một loài bướm đêm trong họ Geometridae.